# Planeta Rica
Planeta Rica è un comune della Colombia facente parte del dipartimento di Córdoba.
Il centro abitato venne fondato da un gruppo di coloni nel 1885, mentre l'istituzione del comune è del 12 gennaio 1954.